# Le Mystère d'Oak Island
Pour l'historique des fouilles et les légendes entourant le trésor, voir Mystère de l’Île aux Chênes.
Le Mystère d'Oak Island, ou La Malédiction d'Oak Island au Québec (The Curse of Oak Island) est une émission de télévision documentaire américaine diffusée depuis le 5 janvier 2014 sur la chaîne History. Au Québec, elle est diffusée depuis le 26 octobre 2015 sur Historia,, et en France depuis le 11 février 2017 sur Planète+ Aventure.
Cette émission suit Rick et Marty Lagina dans leur quête du trésor de l'île Oak en Nouvelle-Écosse, un mystère vieux de plus de 200 ans.

## Synopsis
Le Mystère d'Oak Island suit les frères Marty et Rick Lagina, originaires de Kingsford, dans le Michigan, dans leurs efforts pour trouver le trésor légendaire qui se trouverait sur Oak Island. La série discute de l'histoire de l'île, des découvertes récentes, des théories et des enquêtes antérieures sur le site. Les domaines d'intérêt comprennent le « Puits de la Fortune », le puits 10-X, la crique de Smith (Smith's Cove), le site n°2, la « Croix de Nolan », la « Trappe » et le « Marais ».
De nombreuses théories circulent sur l’origine du trésor : du trésor des Templiers aux manuscrits de Shakespeare en passant par l’arche de l'alliance du roi Salomon et le Saint Graal, toutes les voies sont étudiées pour accéder au trésor.

## Acteurs principaux
Rick Lagina : Rick est un postier à la retraite et est le principal moteur du projet. À l'âge de onze ans, il lit un article sur le Puits au Trésor d'Oak Island dans le Reader's Digest de janvier 1965 et pousse son jeune frère Marty à s'intéresser au mystère de l'île. En 2006, Marty et lui achètent la majeure partie d'Oak Island.
Marty Lagina (né en 1955) : Frère cadet de Rick Lagina, il finance une grande partie du projet. Il possède un vignoble à Traverse City, dans le Michigan. Ingénieur de formation, il est aussi un plongeur certifié.
Dan Blankenship (1923-2019) : Chercheur de trésors sur Oak Island depuis près de 50 ans, Blankenship est attiré pour la première fois par l'île après avoir lu le même article du Reader's Digest que Rick et Marty Lagina. Il est le responsable du forage du puits 10-X et a plongé au fond du puits de 72 m, le puits le plus profond de l'île. Dans la saison 1, il a 90 ans et ne prend pas une part active aux recherches mais est souvent sollicité par les membres de l'équipe pour ses connaissances approfondies. Il meurt en 2019 à l'âge de 95 ans, avant le tournage de la saison 7,.
Dave Blankenship : Fils de Dan Blankenship, il aide son père sur l'île depuis les années 1970. Il est l'un des trois seuls habitants permanents d'Oak Island. Il est partiellement paralysé du côté gauche à la suite d'un accident du travail. Présent durant les sept premières saisons, il s'éloigne de la série à partir de la huitième,.
Alex Lagina : Fils de Marty, il est un plongeur qualifié.
David Fornetti : Neveu de Rick et Marty Lagina, il apparaît dans un épisode de la saison 1. Il devient acteur récurrent dans la saison 8.
Peter Fornetti : Neveu de Rick et Marty Lagina.
Charles Barkhouse : Historien d'Oak Island, il agit également comme guide touristique pour Oak Island Tours, la société qui possède la majeure partie de l'île. Charles est franc-maçon.
Terry Matheson : Géologue local qui rejoint l'équipe pour analyser les déblais et les carottes des différents forages de l'île. Il participe plus tard aux fouilles de la Crique de Smith.
Laird Niven : Archéologue local qui apparaît pour la première fois dans la saison 5. Il rejoint officiellement l'équipe après que le ministère des Communautés, de la Culture et du Patrimoine de la Nouvelle-Écosse ait insisté sur la surveillance archéologique.
Gary Drayton : Expert en détection de métaux qui vit en Floride. Bien qu'il soit apparu dans les saisons 2 et 4, il devient membre permanent de l'équipe qu'au cours de la saison 5.

## Épisodes

### Saison 1 (2014)
| Épisode | Titre                                                           | Date de diffusion américaine |
| --- | --------------------------------------------------------------- | ---------------------------- |
| 1 | Sous la surface (What Lies Below)                               | 5 janvier 2014               |
| Les frères Rick et Marty Lagina reprennent des recherches entamées depuis plus de 200 ans pour localiser un mystérieux trésor enfoui à Oak Island en Nouvelle-Écosse. Les deux frères ont fait l’acquisition de l’île. Armés d’équipements à la pointe de la technologie, ils explorent le puits abandonné appelé 10-X. Les premières trouvailles leur laissent croire qu’un trésor incroyable peut véritablement être enfoui sur l’île. |                                                                 |                              |
| 2 | Le Mystère de Smith's Cove (The Mystery of Smith's Cove)        | 12 janvier 2014              |
| Rick et Marty Lagina croient qu'ils ont fait une découverte exceptionnelle pour percer le mystère d’Oak Island en mettant la main sur de la fibre de coco à la plage de Smith's Cove. |                                                                 |                              |
| 3 | Des voix d'outre-tombe (Voices from the Grave)                  | 19 janvier 2014              |
| Pendant que Rick et Marty Lagina drainent un marais aux origines mystérieuses, ils reçoivent la visite d’une femme qui a perdu son père et son frère dans un accident tragique à Oak Island. Cette histoire alimente la rumeur qui court à propos de l’île et de sa malédiction mortelle. |                                                                 |                              |
| 4 | Le Secret du temple de Salomon (The Secret of Solomon's Temple) | 26 janvier 2014              |
| Un visiteur se présente à Rick et Marty Lagina sur l’île avec une incroyable théorie de l’endroit où serait situé le fameux trésor d’Oak Island. |                                                                 |                              |
| 5 | La Découverte (The Find)                                        | 9 février 2014               |
| Dans cette fin de saison, les frères Lagina font la plus grosse découverte depuis 200 ans de recherche du trésor d’Oak Island. Est-ce que ce sera concluant ? |                                                                 |                              |

### Saison 2 (2014-2015)
| # | no | Titre                                                         | Date de diffusion US |
| --- | -- | ------------------------------------------------------------- | -------------------- |
| 6 | 1  | Une fois et pour toujours (Once In, Forever In)               | 4 novembre 2014      |
| Après la confirmation d’avoir trouvé l’été dernier une pièce de monnaie de 1652 ayant appartenu à un pirate espagnol, les frères Rick et Marty Lagina sont de retour à Oak Island. Ils explorent un marécage en forme de triangle à la recherche d'autres indices sur ces 200 ans de mystères. |    |                                                               |                      |
| 7 | 2  | Retour au puits principal (Return To The Money Pit)           | 11 novembre 2014     |
| Au moment où les frères Lagina se mettent à creuser le fameux « Puits au trésor », un visiteur leur montre la preuve que les trésors du Temple du Roi Salomon pourraient être enterrés à Oak Island. |    |                                                               |                      |
| 8 | 3  | L'Étoile à huit branches (The Eight-Pointed Star)             | 18 novembre 2014     |
| Après avoir entendu qu'un important trésor a été enterré sur Oak Island il y a 2 500 ans, Rick et Marty Lagina cherchent des preuves pour le prouver tout en essayant de localiser le «Money Pit». |    |                                                               |                      |
| 9 | 4  | La Grande percée (The Breakthrough)                           | 25 novembre 2014     |
| Rick, Marty et l'équipe d’Oak Island font une découverte historique dans le Puits au trésor. |    |                                                               |                      |
| 10 | 5  | Le Message codé de la pierre de 27 mètres (The 90-Foot Stone) | 2 décembre 2014      |
| Un visiteur débarque sur l'île prétendant qu'il a découvert une méthode secrète pour mettre la main sur le trésor. Pendant ce temps, les frères Lagina obtiennent un échantillon de ce qui se trouve à 142 pieds de profondeur dans le Puits. Ils décident de forer à cet endroit. Mais, l’équipe s’arrête en cours de route lorsqu’elle s’aperçoit qu’il n’y a que du bois qui en sort… Les Lagina et leurs partenaires craignent d’endommager ce qui est enterré à cet endroit. |    |                                                               |                      |
| 11 | 6  | La Trace perdue et retrouvée (Seven Must Dye                  | 9 décembre 2014      |
| Alors que Rick effectue un test qui peut aider l'équipe à localiser les tunnels des inondations artificielles sur l'île, Marty s’envole vers l'Europe pour enquêter sur la provenance du trésor. Dans le sud de la France, il rencontre la chercheuse Kathleen McGowan qui raconte qu’une secte connue comme les Cathares sont soupçonnés d’avoir donné aux Templiers leur trésor comprenant l’Arche de l’Alliance et le Saint Graal.                                             |    |                                                               |                      |
| 12 | 7  | Sur la piste des templiers (The Trail of the Templars         | 16 décembre 2014     |
| Rick et Marty se rendent en Écosse pour enquêter sur l’incroyable théorie à propos de la construction du Puits au trésor. |    |                                                               |                      |
| 13 | 8  | Le Point X (X Marks the Spot)                                 | 23 décembre 2014     |
| Rick et Marty Lagina, ainsi que leurs partenaires, ont drainé l'étrange marécage en forme de triangle sur Oak Island pour la deuxième fois dans l'espoir de trouver de nouvelles clés pour résoudre le mystère vieux de deux cents ans. De retour d’Écosse avec la nouvelle théorie que le trésor serait accessible par la « chambre Enochian » dans le marais à 986 pieds à l’ouest du Puits au trésor, les frères Lagina vont utiliser un géo-radar pour essayer de le prouver. |    |                                                               |                      |
| 14 | 9  | Une plongée à risque (A Dangerous Dive)                       | 6 janvier 2015       |
| Une équipe de plongeurs se prépare à explorer le 10-X, le fameux puits de 235 pieds de profondeur creusé par Dan Blankenship au début des années 1970. |    |                                                               |                      |
| 15 | 10 | La Grande révélation (The Big Reveal)                         | 13 janvier 2015      |
| Les frères Lagina ont eu une année incroyable pour percer les mystères d’Oak Island. Ils ont trouvé plusieurs pièces anciennes, dont une qui peut être liée à l'ordre des Templiers. Leur plus grande découverte de cette année est l’échantillon tiré des profondeurs du Puits au trésor qui pourrait être la preuve d'un trésor. |    |                                                               |                      |

### Saison 3 (2015-2016)
| # | no | Titre                                              | Date de diffusion US |
| --- | -- | -------------------------------------------------- | -------------------- |
| 16 | 1  | La Vérité au fond du trou (The Hole Truth)         | 10 novembre 2015     |
| Lors de ce premier épisode de cette nouvelle saison, Rick et Marty découvrent que le forage 10-X contient plus de secrets qu'on ne le pensait à l'origine. Puis une nouvelle technologie semble prouver l’existence de plusieurs sites de trésor sur l'île.               |    |                                                    |                      |
| 17 | 2  | Libérer la voie (Pipe Down)                        | 17 novembre 2015     |
| Rick et Marty s’assurent de libérer toutes les obstructions entourant le fameux 10-X. Pendant ce temps, une opération de forage est en cours pour tenter de trouver de l’or.                                                                                              |    |                                                    |                      |
| 18 | 3  | L'Heure de creuser (Time to Dig)                   | 24 novembre 2015     |
| De la machinerie d’excavation lourde creuse à l’endroit précis où un chercheur prétend que le trésor des Templiers serait enterré. |    |                                                    |                      |
| 19 | 4  | La Pierre d'Overton (The Overton Stone)            | 1 décembre 2015      |
| L'équipe examine une sculpture en pierre ancienne qui pourrait fournir la preuve que les explorateurs portugais avaient un lien avec les Templiers. |    |                                                    |                      |
| 20 | 5  | La Disparition (Disappearing Act                   | 8 décembre 2015      |
| Avant d’envoyer un plongeur pour explorer le 10-X, Rick et Marty envoient d’abord une caméra dans le puits. Les images révèlent quelque chose d’anormal qui pourrait menacer l’ensemble de l’opération.                                                                   |    |                                                    |                      |
| 21 | 6  | Gravé dans la pierre (Carved in Stone              | 15 décembre 2015     |
| Alors que Rick, Marty et leurs partenaires tentent d'assembler les indices gravés dans différentes pierres un peu partout sur l'île, ils font la rencontre d'un théoricien adepte de l'hypothèse selon laquelle l'Empire Aztèque serait derrière le mystère d'Oak Island. |    |                                                    |                      |
| 22 | 7  | La Pièce manquante (The Missing Peace              | 22 décembre 2015     |
| Les frères Lagina font une découverte passionnante à la suite d’une trêve avec le rival de longue date de Dan Blankenship : Fred Nolan. |    |                                                    |                      |
| 23 | 8  | Les Fantômes des profondeurs (Phantoms of the Deep | 29 décembre 2015     |
| Les Lagina ainsi que leur équipe font une autre incroyable découverte dans les eaux d’Oak Island. |    |                                                    |                      |
| 24 | 9  | Sur les traces de Christophe Colomb (Columbus Day  | 5 janvier 2016       |
| Rick et Marty Lagina rencontrent un chercheur qui relie Christophe Colomb au mystère de l'île. |    |                                                    |                      |
| 25 | 10 | Le Silence de l'obscurité (Silence in the Dark     | 12 janvier 2016      |
| Rick, Marty et leurs partenaires mettent la main sur une épée mystérieuse qui pourrait relier l'Empire romain à la chasse au trésor d’Oak Island. |    |                                                    |                      |
| 26 | 11 | L’Épée romaine passée au crible (Sword Play        | 19 janvier 2016      |
| Après avoir obtenu les résultats de laboratoire concernant l'épée romaine mystérieuse, Rick, Marty et l'équipe rencontrent des chasseurs de trésors qui croient que celui d’Oak Island se trouve au nord du Puits au trésor.                                              |    |                                                    |                      |
| 27 | 12 | L'Appel des profondeurs (Voices from Below         | 26 janvier 2016      |
| Rick et Marty découvrent une mystérieuse caverne profonde de 20 pieds dans le Puits au trésor. |    |                                                    |                      |
| 28 | 13 | Secrets et révélations (Secrets and Revelations    | 2 février 2016       |
| Les deux frères découvrent finalement la réponse à leurs questions au fond du 10-X, juste avant de faire une incroyable découverte dans le Puits au trésor. |    |                                                    |                      |

### Saison 4 (2016-2017)
| # | no | Titre                                                 | Date de diffusion US |
| --- | -- | ----------------------------------------------------- | -------------------- |
| 29 | 1  | Le tout pour le tout (Going for Broke)                | 15 novembre 2016     |
| Rick et Marty Lagina retournent à Oak Island et commencent les préparations pour des excavations majeures qui pourraient leur fournir des réponses sur le grand mystère qui entoure cette île. |    |                                                       |                      |
| 30 | 2  | En avant, marche ! (Always Forward)                   | 22 novembre 2016     |
| Rick et Marty découvrent une trappe mystérieuse et essaient d’en savoir plus sur ses origines. Ils émettent l'hypothèse que cette dernière pourrait être l’entrée d’un tunnel souterrain. |    |                                                       |                      |
| 31 | 3  | Retour au marais (Swamp Things)                       | 29 novembre 2016     |
| Les frères Lagina trouvent des preuves de ce qui pourrait être une vieille épave d’un navire qui se serait échoué sur les rives d’Oak Island. |    |                                                       |                      |
| 32 | 4  | Chaque pierre sera retournée (No Stone Unturned)      | 6 décembre 2016      |
| Une excavation de grande envergure commence à prendre place sur l’île. L’équipe se prépare pour d’énormes fouilles afin de tenter de retrouver de vieux trésors enfouis depuis des siècles. |    |                                                       |                      |
| 33 | 5  | En plein dans le mille ! (Bullseye)                   | 13 décembre 2016     |
| Rick et Marty croient avoir finalement trouvé le lieu d’une voûte à trésors, mais ils doivent trouver un moyen d’y accéder sans y causer de dommages et surtout, sans endommager son précieux contenu. |    |                                                       |                      |
| 34 | 6  | Les marques circulaires (Circles in Wood)             | 20 décembre 2016     |
| Rick, Marty et leurs partenaires font face à un dilemme, lorsqu’ils pensent avoir atteint une salle avec leurs excavations. Dans un effort de ramener des éléments à la surface, ils croient l’avoir endommagée, mais sont sous le choc de constater que la salle est en fait un tunnel ayant été construit dans les années 1930. |    |                                                       |                      |
| 35 | 7  | Tout ce qui brille... (All That Glitters)             | 27 décembre 2016     |
| Rick, Marty et leurs partenaires commencent leur deuxième fouille majeure dans la zone du puits de la Fortune au forage C-1. C'est ici que l'équipe a trouvé l'an dernier un objet doré encastré dans le mur d'une grande cavité à 170 pieds sous la terre. |    |                                                       |                      |
| 36 | 8  | Le secret de Samuel Ball (The Mystery of Samuel Ball) | 3 janvier 2017       |
| Rick, Marty et leurs partenaires envoient une caméra à plus de 170 pieds de profondeur dans le puits C-1 à la recherche de l'objet mystérieux brillant et couleur or que l'équipe a vu l'année dernière. Marty, avec l'historien de l'île, Charles Barkhouse, et l'expert en détection de métaux Gary Drayton, cherchent des indices sur le lot 24, qui appartenait autrefois à l'ancien esclave américain Samuel Ball.                                                                     |    |                                                       |                      |
| 37 | 9  | L'écho des profondeurs (Echoes from the Deep)         | 10 janvier 2017      |
| Rick, Marty et l'équipe invitent l'expert en visualisation sous-marine Brian Abbott à retourner sur l'île pour recueillir de nouvelles données avec un sonar à balayage depuis le fond du puits 10-X. Les frères veulent vérifier si l'objet en forme de carré révélé lors d'examens précédents pourrait être un coffre-fort. |    |                                                       |                      |
| 38 | 10 | Volte-face (About Face)                               | 17 janvier 2017      |
| Rick, Marty et l'équipe surveillent depuis la surface le plongeur Mike Huntley qui mène des recherches à plus de 170 pieds sous terre au fond du C-1 dans la zone du puits de la Fortune. Mike obtient plusieurs lectures sur un détecteur de métaux. Cependant, lorsque le plongeur John Chatterton descend à son tour, il n’arrive pas à localiser l'objet. Ce qui était d'abord une opération passionnante se transforme rapidement en déception et en confusion.                        |    |                                                       |                      |
| 39 | 11 | Secrets présidentiels (Presidential Secrets)          | 24 janvier 2017      |
| Rick Lagina se rend à la bibliothèque Franklin D. Roosevelt pour tenter de découvrir pourquoi l'ancien président américain était obsédé par Oak Island. |    |                                                       |                      |
| 40 | 12 | Un troisième puits (Hyde Park & Seek)                 | 30 janvier 2017      |
| À la bibliothèque présidentielle de Franklin D Roosevelt, Rick Lagina, son neveu Alex et le chercheur Paul Troutman étudient la théorie du 32e président des États-Unis selon laquelle les bijoux de la Couronne de France manquants sont enterrés à Oak Island. L'équipe découvre le témoignage d’une femme qui aurait fait de la contrebande et importé les bijoux de Marie-Antoinette à Mahone Bay, où Oak Island est située, à la fin de la Révolution française, dans les années 1800. |    |                                                       |                      |
| 41 | 13 | Un des sept (One Of Seven)                            | 7 février 2017       |
| Rick Lagina et Charles Barkhouse rencontrent le théoricien d'Oak Island, Gary Clayton. Propriétaire de Little Mash Island située à proximité, Gary présente une preuve convaincante qu'un groupe secret de francs-maçons anglais aurait construit un système de tunnels pour cacher des trésors inestimables sous Oak Island dans les années 1700. Il propose également de révéler l'entrée du « labyrinthe » en échange d’une partie du trésor.                                            |    |                                                       |                      |
| 42 | 14 | Des rondins et des pierres (Sticks and Stones)        | 14 février 2017      |
| La recherche des frères Rick et Marty Lagina au puits de la Fortune semble enfin prometteuse lorsque les tests au carbone effectués sur le bois que l'équipe a trouvé, correspondent à la description des plateformes de chêne découvertes en 1795. |    |                                                       |                      |
| 43 | 15 | Si près du but (Blood is Thicker)                     | 21 février 2017      |
| Les frères Lagina et leur équipe font une découverte qui pourrait s’avérer la plus importante depuis l’histoire d’Oak Island. |    |                                                       |                      |
| 44 | 16 | Dur comme fer (Drilling Down. A Look Ahead)           | 28 février 2017      |
| Rick, Marty et toute l’équipe rencontrent Matty Blake pour révéler leurs nouvelles découvertes et discuter de plans futurs. |    |                                                       |                      |

### Saison 5 (2017/2018)
| # | no | Titre                                          | Diffusion US     |
| --- | -- | ---------------------------------------------- | ---------------- |
| 45 | 1  | La famille d'abord (partie 1) (Forever Family) | 7 novembre 2017  |
| Alors qu'une nouvelle saison de fouilles débute au large de la Nouvelle-Écosse, il est impérieux de faire le point sur les dégâts occasionnés par les très grosses tempêtes qui ont frappé l'île au cours de l'hiver. |    |                                                |                  |
| 45 | 1  | La famille d'abord (partie 2) (Forever Family) |                  |
| Ce début de saison se montre riche en émotions alors que, sur le terrain, une opération de grande envergure se prépare. Note : Diffusé en un seul épisode de 2 heures à la télévision américaine. |    |                                                |                  |
| 46 | 2  | Troublants indices (Dead Man's Chest)          | 14 novembre 2017 |
| Les frères Lagina rencontrent un informateur qui leur apprend que des pirates étaient autrefois présents sur l'île et leur offre même un coffre. |    |                                                |                  |
| 47 | 3  | Obstructions (Obstruction)                     | 21 novembre 2017 |
| De nouveaux éléments tendent à accréditer une présence européenne sur l'île, plus d'un siècle avant la découverte du Puits au trésor. Des nouvelles alarmantes parviennent à l'équipe. |    |                                                |                  |
| 48 | 4  | Une visite surprise (Close Call)               | 28 novembre 2017 |
| Pratiquer des forages n'est pas sans danger et cet épisode le prouve. Une nouvelle découverte conduit l'équipe à une importante réunion avec un membre survivant de la famille Restall. |    |                                                |                  |
| 49 | 5  | Jusqu'aux os (Bone Dry)                        | 5 décembre 2017  |
| Après des années de recherche et de spéculations, les frères Lagina et leur équipe sont en passe de déterminer le lieu exact où se cache l'objet de leur quête. |    |                                                |                  |
| 50 | 6  | Fragments d'outre-tombe (Remains of the Day)   | 12 décembre 2017 |
| On présente une théorie selon laquelle Sir Francis Drake serait enterré à Oak Island dans une chambre forte contenant un trésor en or. Il est suggéré que l'absence de documents documentant le voyage de Drake au Canada est la preuve qu'il doit avoir voyagé au Canada. On présente une théorie selon laquelle le morceau de cuir mis au rebut provient de la reliure d'un livre. Une parcelle de terrain est excavée et rien n'est trouvé. |    |                                                |                  |
| 51 | 7  | Le mystère s'épaissit (The Lot Thickens)       | 19 décembre 2017 |
| De nouvelles preuves confirment une présence européenne sur Oak Island 100 ans avant la découverte du Puits au trésor, tandis que de nouvelles recherches suggèrent un lien clair entre les Templiers et Oak Island. |    |                                                |                  |
| 52 | 8  | La percée de Dan (Dan's Breakthrough)          | 2 janvier 2018   |
| Une expédition de recherche dans un château français et une prison révèle de nouveaux indices, notamment d'anciennes sculptures qui renforcent un lien possible entre les Templiers et Oak Island. |    |                                                |                  |
| 53 | 9  | La French connexion (The French Connection)    | 9 janvier 2018   |
| L’équipe découvre un journal de bord détaillant l’inhumation d’un trésor sur une île semblable à Oak Island. Plus tard, Rick et Gary font ce qui pourrait être la plus grande découverte d'Oak Island. |    |                                                |                  |
| 54 | 10 | Le Signe de la croix (The Signs Of A Cross)    | 16 janvier 2018  |
| Une enquête plus poussée suggère un lien entre la mystérieuse croix médiévale et les Templiers. |    |                                                |                  |
| 55 | 11 | Cibles mouvantes (Moving Targets)              | 23 janvier 2018  |
| Les archives de Fred Nolan ouvrent une nouvelle porte dans la quête des frères Lagina, tandis que de nouvelles preuves suggèrent une connexion templière à la croix de plomb trouvée à Smith's Cove. |    |                                                |                  |
| 56 | 12 | La clé du mystère (A Key to the Mystery)       | 30 janvier 2018  |
| Après des années de recherche et de spéculation, les frères Lagina et leur équipe sont en passe de déterminer le lieu exact ou se cache l'objet de leur quête. |    |                                                |                  |
| 57 | 13 | Désarçonnés (Unhinged)                         | 6 février 2018   |
| La découverte de la mystérieuse croix de plomb a soulevé de nouvelles questions sur la connexion avec les Templiers. Dans cet épisode spécial, l'histoire des Templiers et les indices trouvés jusqu'à présent sont examinés. |    |                                                |                  |
| 58 | 14 | Pris dans un étau d'acier (Seeing Red)         | 13 février 2018  |
| Tout le monde s'affaire autour du Puits de la Fortune où une découverte se profile. |    |                                                |                  |
| 59 | 15 | L'équipe voit rouge (Seeing Red)               | 20 février 2018  |
| Le temps se gâte et l'équipe doit s'activer avant l'hiver, si ses membres ne veulent pas souffrir dramatiquement du froid et être bloqués par la neige. |    |                                                |                  |
| 60 | 16 | D'étonnantes découvertes (Amazing Discoveries) | 27 février 2018  |
| Le mystère de Oak Island a attiré des générations de chasseurs de trésors. Au cours de cette heure spéciale, l'histoire des familles qui font partie de l'histoire de Oak Island est revisitée depuis plus de deux siècles. C’est le moment de vérité pour la communauté de la fouille, car l'équipe est confrontée à la question brûlante de savoir s’ils abandonnent ou continuent.                                                          |    |                                                |                  |

### Saison 6 (2018/2019)
| # | no | Titre                                                                        | Diffusion US     |
| --- | -- | ---------------------------------------------------------------------------- | ---------------- |
| 61 | 1  | La théorie du Big Bang selon Rick (première partie) (Rick's Big Bang Theory) | 13 novembre 2018 |
| L'équipe retournent à Oak Island pour continuer leurs fouilles ; ils ont bien l'intention de redoubler d'efforts pour enfin localiser le trésor de l'île. |    |                                                                              |                  |
| |    | La théorie du Big Bang selon Rick (deuxième partie) (Rick's Big Bang Theory) | 13 novembre 2018 |
| Note: Épisode de deux heures. |    |                                                                              |                  |
| 62 | 2  | La ruée vers l'or (Gold Rush)                                                | 20 novembre 2018 |
| Les frères Rick et Marty entreprennent l'opération la plus importante et la plus coûteuse jamais réalisée au cours de cette chasse au trésor. Après des années de recherches, la fratrie trouve enfin de l'or.                                                    |    |                                                                              |                  |
| 63 | 3  | Perception des profondeurs (Depth Perception)                                | 27 novembre 2018 |
| Les résultats sismiques révèlent l'existence d'une mystérieuse chambre souterraine ; en même temps, Gary et Jack font une découverte majeure suggérant un lien avec les Templiers.                                                                                |    |                                                                              |                  |
| 64 | 4  | L'héritage dévoilée (A Legacy Revealed)                                      | 4 décembre 2018  |
| Une enquête plus approfondie suggère que la dernière découverte est peut-être l'élément le plus ancien découvert sur l'île à ce jour ; de son côté, Rick est confronté à une perte tragique.                                                                      |    |                                                                              |                  |
| 65 | 5  | Retour au bercail (Homecoming)                                               | 11 décembre 2018 |
| Les derniers résultats sismiques orientent l'équipe vers un possible réseau de tunnels dans le puits ; Gary déterre alors les premières preuves d'une présence française qui pourrait complètement réécrire l'histoire d'Oak Island.                              |    |                                                                              |                  |
| 66 | 6  | Métal précieux (Precious Metal)                                              | 18 décembre 2018 |
| Des informations sur la croix de Nolan appuient l'hypothèse d'un potentiel lien entre les Templiers et le puits ; de nouvelles preuves amènent l'équipe à penser que la découverte de la croix est peut-être la découverte la plus historique d'Amérique du Nord. |    |                                                                              |                  |
| 67 | 7  | La pierre angulaire (Rock Solid)                                             | 1er janvier 2019 |
| Après des années de recherches, l'équipe a peut-être retrouvé un artefact disparu depuis plus d'un siècle ; pour l'instant, les frères Lagina doivent faire face à une autre épreuve et lutter pour retenir les eaux dans la Smith's Cove.                        |    |                                                                              |                  |
| 68 | 8  | Déterrée (Unearthed)                                                         | 8 janvier 2019   |
| |    |                                                                              |                  |
| 69 | 9  | Sur la terre, comme au ciel (As Above, So Below)                             | 15 janvier 2019  |
| De nouvelles preuves rapprochent l'équipe de leur objectif : déchiffrer la signification de la mystérieuse structure en forme de "U" ; la découverte d'une formation jusque-là inconnue pourrait les mener aux légendaires canalisations de l'île.                |    |                                                                              |                  |
| 70 | 10 | Les doigts de pierre (Fingers Made of Stone)                                 | 22 janvier 2019  |
| La découverte d'une mystérieuse pierre sculptée dans le puits prouve la présence de Vikings sur Oak Island ; à Smith's Cove, l'équipe a peut-être enfin découvert les légendaires canalisations d'Oak Island.                                                     |    |                                                                              |                  |
| 71 | 11 | Des quais et des puits (Wharfs and All)                                      | 29 janvier 2019  |
| Alors que les fouilles de Smith's Cove continuent de révéler de nombreuses structures anciennes, Rick, Marty et leur équipe reprennent la chasse au trésor au H8, convaincus plus que jamais que c'est là que se trouve le trésor.                                |    |                                                                              |                  |
| 72 | 12 | Chaussée glissante (Slipway When Wet)                                        | 5 février 2019   |
| Une incroyable découverte à Smith's Cove remet en question les origines du mystère d'Oak Island ; elles pourraient être bien plus anciennes et plus compliquées que ce que les chasseurs de trésors pensaient.                                                    |    |                                                                              |                  |
| 73 | 13 | La traque aux documents (The Paper Chase)                                    | 12 février 2019  |
| Rick, Marty et leur équipe pensent avoir trouvé le coffre de Chapple, qui contient le trésor légendaire d'Oak Island, et une structure étonnante découverte dans Smith's Cove laisse l'équipe d'aventuriers perplexe comme jamais auparavant.                     |    |                                                                              |                  |
| 74 | 14 | Voyage au fond du gouffre (Voyage to the Bottom of the Cenote)               | 26 février 2019  |
| Un grave événement menace les recherches ; l'équipe est obligée de suspendre les fouilles pour une durée indéterminée. |    |                                                                              |                  |
| 75 | 15 | (Dye Harder)                                                                 | 5 mars 2019      |
| |    |                                                                              |                  |
| 76 | 16 | (Detour)                                                                     | 12 mars 2019     |
| |    |                                                                              |                  |
| 77 | 17 | Indice ou fausse piste ? (Clue or False?)                                    | 19 mars 2019     |
| Tout en travaillant à la stabilisation du grand puits entourant le forage H8, l'équipe d'Oak Island effectue un test de coloration dans le forage C1 dans l'espoir d'enfin trouver l'insaisissable tunnel d'inondation reliant Smith's Cove au puits.             |    |                                                                              |                  |
| 78 | 18 | Métal lourd (Heavy Metal)                                                    | 26 mars 2019     |
| Rick et Marty Lagina font une incroyable découverte à Smith's Cove datant d'un siècle avant la découverte du puits principal en 1795. |    |                                                                              |                  |
| 79 | 19 | À portée de la main (Striking Distance)                                      | 2 avril 2019     |
| L'équipe est enthousiaste de constater que sa nouvelle approche pour découvrir l'emplacement du trésor apporte de nouvelles pistes. |    |                                                                              |                  |
| 80 | 20 | Une petite journée pour de grands chevaliers (Short Days and Tall Knights)   | 9 avril 2019     |
| Les jours raccourcissent rapidement et la fin de la saison de fouille approche. L'équipe décide de concentrer ses recherches sur Smith's Cove. |    |                                                                              |                  |
| 81 | 21 | Questions sismiques (Seismic Matters)                                        | 16 avril 2019    |
| De nouvelles données apportent la preuve éclatante que les structures mises au jour à Smith's Cove ont été construites avant la découverte du Puits de la Fortune.                                                                                                |    |                                                                              |                  |
| 82 | 22 | Fondation perdues (Lost and Founding)                                        | 30 avril 2019    |
| L'équipe d'Oak Island fait une percée majeure à Smith's Cove ; de nouvelles preuves reliant le mystère d'Oak Island à la révolution américaine sont relevées. Note: Dernier épisode dans lequel apparaît Dan Blankenship.                                         |    |                                                                              |                  |

### Saison 7 (2019/2020)
| # | no | Titre                                                         | Diffusion US     |
| --- | -- | ------------------------------------------------------------- | ---------------- |
| 83 | 1  | Secrets en eaux troubles 1-2 (The Torch Is Passed)            | 5 novembre 2019  |
| De nouvelles preuves suggèrent qu'un navire est enterré dans le marais. Rick, Marty et leur équipe retournent à Oak Island, déterminés à honorer l'héritage de Dan en résolvant une fois pour toutes ce mystère vieux de plusieurs siècles.                        |    |                                                               |                  |
| 84 | 2  | Opération carottage (Core Values)                             | 12 novembre 2019 |
| À la suite de nombreuses années de spéculations, de nouvelles preuves scientifiques en viennent à soulever la possibilité que le marais soit artificiel. |    |                                                               |                  |
| 85 | 3  | L'œil du marais (Eye of the Swamp)                            | 19 novembre 2019 |
| Gary détecte la présence d'une étrange structure de pierre dans le marais ; à la suite de nombreuses années de recherche, les frères Lagina obtiennent des preuves scientifiques concrètes que le marais est assez récent et probablement artificiel.              |    |                                                               |                  |
| 86 | 4  | "13" porte-bonheur (The Lucky Thirteen)                       | 26 novembre 2019 |
| L'équipe croit avoir localisé le tunnel d'infiltration qui pourrait bien mener au fameux lieu où se cachait un trésor, un endroit surnommé « Puits de la Fortune » ; Gary met la main sur un artefact qui serait associé aux Pères fondateurs des États-Unis.      |    |                                                               |                  |
| 87 | 5  | Cap sur le vieux tunnel oublié (Tunnel Visions)               | 3 décembre 2019  |
| Des indices relégués aux oubliettes au fil des années refont surface et mènent l'équipe sur de nouvelles pistes inexplorées ; l'équipe continue de creuser et se rapproche de plus en plus du lieu mythique où se cacherait un trésor, le « Puits de la Fortune ». |    |                                                               |                  |
| 88 | 6  | Objectif en vue (Closing In)                                  | 10 décembre 2019 |
| L'excitation est à son comble quand l'équipe découvre un passage souterrain creusé par d'autres explorateurs il y a 200 ans ; les membres du groupe croient que ce chemin pourrait les mener directement au lieu mythique où se cacherait un trésor.               |    |                                                               |                  |
| 89 | 7  | La crique de Smith n'a pas tout dit (Things That Go Bump-Out) | 17 décembre 2019 |
| L'équipe découvre une nouvelle structure en bois immergée sous l'eau à Smith's Cove ; un nouvel indice pourrait bien rapprocher Rick de son objectif : la pierre des 27 mètres.                                                                                    |    |                                                               |                  |
| 90 | 8  | Le triptyque Code de Poussin (Triptych)                       | 7 janvier 2020   |
| Après 152 années de nombreuses et pratiquement innombrables recherches, le trésor, le fameux « Puits de la Fortune », n'est peut-être plus perdu. |    |                                                               |                  |
| 91 | 9  | Œil pour œil (An Eye For An Eye)                              | 14 janvier 2020  |
| À la suite de nombreuses années de spéculation, de nouvelles preuves scientifiques en viennent à soulever la possibilité que le marais soit artificiel. |    |                                                               |                  |
| 92 | 10 | Gary a encore frappé (Gary Strikes Again)                     | 21 janvier 2020  |
| L'excitation est à son comble quand Gary met la main sur un objet métallique qui semble être lié à une croix médiévale découverte par l'équipe lors d'une saison précédente.                                                                                       |    |                                                               |                  |
| 93 | 11 | Dans l'œil du cyclone (The Eye of the Storm)                  | 28 janvier 2020  |
| Un ouragan menaçant s'approche de plus en plus du site de recherche ; les membres de l'équipe travaillent d'arrache-pied pour faire d'autres trouvailles dans le marais, avant que la tempête ne vienne ravager et réduire à néant tous leurs efforts.             |    |                                                               |                  |
| 94 | 12 | Une étrange voie pavée (Fortified)                            | 4 février 2020   |
| De nouvelles preuves suggèrent qu'il y avait une activité française sur Oak Island des décennies avant la découverte du « Puits de la Fortune » ; l'équipe a peut-être enfin découvert la preuve que le marais a été créé par l'homme, il y a des siècles.         |    |                                                               |                  |
| 95 | 13 | Histoire de Pierre (Bromancing the Stones)                    | 11 février 2020  |
| L'excitation est à son comble lorsque Gary découvre un ancien outil pour creuser dans le marais ; l'équipe obtient de solides preuves scientifiques suggérant qu'ils ont peut-être enfin localisé le Puits d'origine.                                              |    |                                                               |                  |
| 96 | 14 | L'offrande brûlée (Burnt Offering)                            | 25 février 2020  |
| De nouvelles et solides preuves suggèrent que la théorie de Fred Nolan, selon laquelle un navire aurait été enterré dans le marais il y a de cela plusieurs siècles, pourrait être vraie.                                                                          |    |                                                               |                  |
| 97 | 15 | De mémoire de templiers (Surely Templar)                      | 3 mars 2020      |
| Tandis que l'équipe songe plus que jamais à fermer les tunnels, elle découvre de grandes quantités de fibres de coco dans les hautes terres. |    |                                                               |                  |
| 98 | 16 | L’œil omniscient n'a pas tout livré (Water Logged)            | 10 mars 2020     |
| L'équipe redouble d'efforts dans le marais et découvre qu'elle pourrait détenir la clé pour résoudre tout le mystère d'Oak Island, comme l'avait prédit Fred Nolan.                                                                                                |    |                                                               |                  |
| 99 | 17 | Au fond du gouffre (To Boulderly Go)                          | 17 mars 2020     |
| Le temps dont dispose l'équipe pour enquêter sur les hautes terres de Smith's Cove s'écoule rapidement ; Rick prend donc des mesures extrêmes et dangereuses afin d'obtenir des réponses.                                                                          |    |                                                               |                  |
| 100 | 18 | Point décisif (The Turning Point)                             | 24 mars 2020     |
| Au moment où l'équipe commence sa plus ambitieuse et coûteuse opération afin de localiser l'insaisissable trésor, une nouvelle analyse relie l'activité humaine dans le marais à la construction du puits principal.                                               |    |                                                               |                  |
| 101 | 19 | Les seigneurs de l'anneau (Lords of the Ring)                 | 31 mars 2020     |
| Les nouvelles découvertes sont excitantes, mais l'équipe doit agir rapidement car il lui reste peu de temps avant de devoir suspendre les opérations pour le rude hiver qui s'annonce.                                                                             |    |                                                               |                  |
| 102 | 20 | Piège désamorcé (Springing the Trap)                          | 7 avril 2020     |
| Tandis que l'équipe se rapproche plus que jamais du puits principal, de nouvelles découvertes suggèrent que les tunnels d'inondation n'étaient pas les seuls pièges tendus pour contrecarrer les chercheurs.                                                       |    |                                                               |                  |
| 103 | 21 | Acte de foi (A Leaf of Faith)                                 | 14 avril 2020    |
| Les Restall retournent à Oak Island avec de nouveaux artefacts bien excitants ; dans leurs derniers efforts avant l'hiver, Rick, Marty et l'équipe atteignent de nouvelles profondeurs dans le puits principal.                                                    |    |                                                               |                  |
| 104 | 22 | La croix marque l'endroit (Marks X the Spot)                  | 21 avril 2020    |
| Le temps s'écoule, mais la percée ultime pourrait enfin être à la portée de l'équipe ; de nouvelles preuves suggèrent que Samuel Ball protégeait quelque chose de grande valeur.                                                                                   |    |                                                               |                  |
| 105 | 23 | Épilogue ? (Timeline)                                         | 28 avril 2020    |
| C'est la fin de la saison de forage sur Oak Island ; pour les membres de l'équipe, cette année a été remplie de découvertes cruciales dans leur quête pour résoudre ce mystère vieux de 225 ans.                                                                   |    |                                                               |                  |

### Saison 8 (2020/2021)
| # | no | Titre                                                                    | Diffusion US      |
| --- | -- | ------------------------------------------------------------------------ | ----------------- |
| 106 | 1  | Télécommandé (Remote Control)                                            | 10 novembre 2020  |
| En pleine pandémie mondiale, Rick, Marty et l'équipe retournent à Oak Island, persuadés qu'ils ont les cartes en main pour résoudre le mystère. |    |                                                                          |                   |
| 107 | 2  | Ils sont de retour (The Boys are Back)                                   | 17 novembre 2020  |
| Sortis de quarantaine et prêts à entrer en action, Rick, Marty et l'équipe déterrent des indices importants quant au passé de l'île. |    |                                                                          |                   |
| 108 | 3  | Si le sabot est à la bonne taille (If the Ox Shoes Fitl)                 | 24 novembre 2020  |
| Alors que Gary et Jack découvrent de nouveaux indices, l'équipe décide de fouiller entièrement la mystérieuse tourbière. |    |                                                                          |                   |
| 109 | 4  | Alignement (Alignment)                                                   | 1er décembre 2020 |
| L'équipe découvre des traces visiblement intentionnellement laissées par la main de l'homme, peut-être des indications pour localiser le trésor. |    |                                                                          |                   |
| 110 | 5  | Le plan d'ensemble (The Master Plan)                                     | 8 décembre 2020   |
| L'équipe est exaltée par la découverte de ce qui s'apparente à un plan dessiné par des rochers et pouvant les mener au trésor. |    |                                                                          |                   |
| 111 | 6  | Voir c'est croire (Seaing is Believing)                                  | 15 décembre 2020  |
| La découverte d'une chaussée de pierre sous la boue du marais conduit l'équipe à enquêter jusqu'en mer pour voir où elle mène. |    |                                                                          |                   |
| 112 | 7  | Un monticule de preuves (Mounding Evidence)                              | 22 décembre 2020  |
| Alors que de puissants courants rendent dangereuse la plongée d'Alex et Tony, à terre, Rick et Marty suivent une piste mystérieuse. |    |                                                                          |                   |
| 113 | 8  | Au-dessus du marais (High On The Bog)                                    | 29 décembre 2020  |
| L’équipe décide du forage d’un nouveau trou pour vérifier une hypothèse émise, grâce à la carte de Zina, par Erin Helton, spécialiste en système d’informations géographiques. Les archéologues Aaron et Myriam examinent, eux, le mystérieux monticule-serpent, bien décidés à vérifier son origine. Le marais étant de nouveau presque entièrement asséché, Gary et l’équipe s’intéressent à sa partie sud-est et y découvrent une étrange structure. |    |                                                                          |                   |
| 114 | 9  | Pierre, feuille, serpents (Rock, Paper, Serpents)                        | 5 janvier 2021    |
| Des fouilles plus poussées semblent confirmer que la structure en pierre dans le marais pourrait être une route. Des indices pointent une fois de plus vers les Templiers. |    |                                                                          |                   |
| 115 | 10 | Connecter les parcelles (Connecting the Lots)                            | 12 janvier 2021   |
| Rick, Marty et l'équipe sont stupéfaits quand ils réalisent que la mystérieuse chaussée de pierre dans le marais semble se diriger vers le Puits de la fortune. |    |                                                                          |                   |
| 116 | 11 | Route rocheuse (Rocky Road)                                              | 19 janvier 2021   |
| Les opérations de carottage continuent au Puits de la fortune, atteignant le point le plus profond jamais creusé, tandis que les archéologues s’interrogent au sujet du fameux « monticule-serpent ». La fouille minutieuse de la voie pavée, découverte au sud-est du marais, révèle de nouveaux artefacts. Mais la question « où mène cette voie ? » reste pour l’instant sans réponse.                                                               |    |                                                                          |                   |
| 117 | 12 | On garde le cap (Digging Their Heels I)                                  | 26 janvier 2021   |
| De curieux morceaux de cuir sont retrouvés sur la table de lavage des débris du sondage B8, réalisé en 2019. Le chantier de carottage de Creg Tester sur le puits de la fortune se poursuit, tout comme la fouille de la route pavée du marais, dont l’équipe recherche limites et direction. La datation du cuir du B8 provoque l’enthousiasme de tous !                                                                                               |    |                                                                          |                   |
| 118 | 13 | La communauté de l'anneau de levage (The Fellowship of the Ringbolt)     | 9 février 2021    |
| Les deux routes pavées du marais continuent d’être fouillées. Sur le site du Puits de la fortune, l’équipe pense avoir localisé le puits de Tupper, ce qui lui permettrait de se rapprocher du trésor. Au sud-est du marais, une découverte permet de supposer l’existence d’un ancien quai ou lieu d’amarrage. |    |                                                                          |                   |
| 119 | 14 | Petit détour (A Bend In The Road)                                        | 16 février 2021   |
| La route pavée découverte au Sud-est du marais mène-t’elle au Puits de la fortune ? L’existence d’un ancien quai dans ce marais semble se confirmer. Après des difficultés pour déterminer l’orientation du puits de Tupper, l’équipe change de stratégie dans la zone du Puits de la fortune. |    |                                                                          |                   |
| 120 | 15 | Un tonneau mystérieux (Cask And You Shall Receive)                       | 23 février 2021   |
| L’équipe suit la voie pavée au Sud-est du marais, elle découvre d’importants résidus de charbon et des objets anciens. À la suite de leur nouvelle stratégie, de nouveaux sondages sur le Puits de la Fortune s’avèrent prometteurs. |    |                                                                          |                   |
| 121 | 16 | Liens de cuir (Leather Bound)                                            | 2 mars 2021       |
| Les fouilles se poursuivent au marais et dans la zone du Puits de la fortune. De nombreux indices indiquent que l’île a eu une histoire bien avant la découverte de ce dernier. |    |                                                                          |                   |
| 122 | 17 | Restons calmes (Staking Their Claim)                                     | 9 mars 2021       |
| Les découvertes s’accumulent sur la route pavée du marais et sur la parcelle 25, ancienne propriété du mystérieux Samuel Ball. |    |                                                                          |                   |
| 123 | 18 | Un canon anglais (Cannon Fodder)                                         | 16 mars 2021      |
| Alors que l'équipe suit toujours le chemin de pierre dans le marais, celle du puits de la fortune suit un tunnel inconnu à 26 m de profondeur. Des morceaux d’un canon anglais sont retrouvés au marais. |    |                                                                          |                   |
| 124 | 19 | Boulet perdu (A Loose Cannonball)                                        | 23 mars 2021      |
| Une fondation en pierre est trouvée au marais le long de la route pavée, tandis que celle-ci se diviserait bien en deux voies distinctes. Sur le site du Puits de la Fortune, l’équipe tente de suivre le tunnel repéré à 26 mètres de profondeur. Un rare boulet de pierre est trouvé dans les débris d’un puits creusé en 2018. |    |                                                                          |                   |
| 125 | 20 | Feu ! (Fire in the Hole)                                                 | 30 mars 2021      |
| Au Puits de la Fortune, l’équipe perd la trace du tunnel des 26 m et décide de centrer ses recherches sur les cibles non ferreuses de l’étude Barringer (1988). Au marais, des traces de feu interrogent, et les premières pistes de datation de la voie ne surprennent pas vraiment l’équipe... |    |                                                                          |                   |
| 126 | 21 | Par dessus le bastingage (Off the Railing)                               | 06 avril 2021     |
| Les indices s’accumulent au marais : la voie (ou le quai ?) pavée se prolonge et semble tourner vers les hautes terres, en direction du Puits de la fortune, la découverte prometteuse d’un morceau de bois confirmerait la thèse d’un navire présent en ce lieu à une certaine époque. |    |                                                                          |                   |
| 127 | 22 | Le mystère de l'équerre (ou Une porte dissimulée) (Be There or T-Square) | 13 avril 2021     |
| Alors que les conditions climatiques gênent les recherches au marais, où l’on retrouve un outil précieux, les datations du bois retrouvé la semaine précédente confirment que l’île a connu une histoire restée mystérieuse avant la découverte du Puits de la fortune. |    |                                                                          |                   |
| 128 | 23 | Le vieux quai (Old Wharf's Tale)                                         | 20 avril 2021     |
| Les découvertes s’accélèrent, des artefacts brûlés confirment qu’un feu a bien eu lieu au marais. Sur les terres de Samuel Ball, un curieux bouton est retrouvé par Gary, tandis que l’équipe y recherche un quai, au sud de l’île. |    |                                                                          |                   |
| 129 | 24 | Le liseré d'argent (Silver Lining)                                       | 27 avril 2021     |
| Alors que l’hiver arrive, Gary fait une singulière et remarquable découverte et les professeurs Spooner et Lukeman font eux une annonce incroyable à l’équipe ! |    |                                                                          |                   |
| 130 | 25 | Sacré Spooner (The Silver Spooner)                                       | 4 mai 2021        |
| Les déclarations et les dernières analyses des professeurs Spooner et Lukeman provoquent l’euphorie dans l’équipe ! L’hiver est là, les chasseurs de trésors font le bilan d’une année fertile en découvertes prometteuses. |    |                                                                          |                   |

### Saison 9 (2021-2022)
| # | no | Titre                                                 | Diffusion US     |
| --- | -- | ----------------------------------------------------- | ---------------- |
| 131 | 1  | Sur les traces de l'or (Going for the Gold)           | 2 novembre 2021  |
| Confortée dans ses certitudes par des preuves scientifiques de la présence d'une grande quantité de métal précieux dans le sol, l'équipe est de retour sur Oak Island, plus près que jamais de résoudre le mystère. |    |                                                       |                  |
| 132 | 2  | La médaille d'or (The Gold Metal)                     | 9 novembre 2021  |
| Les rêves deviennent réalité et le travail acharné semble enfin porter ses fruits lorsque l'équipe découvre de l'or dans la zone du Puits de la fortune. |    |                                                       |                  |
| 133 | 3  | L'impasse (Stone Roadblock)                           | 16 novembre 2021 |
| L'équipe est plus motivée que jamais quand elle s'aperçoit que la chaussée de pierre semble se diriger directement vers le Puits de la fortune. Des découvertes inattendues dans les marais pourraient avoir de regrettables conséquences.                                                                              |    |                                                       |                  |
| 134 | 4  | La fouille des résidus (Spoils Alert)                 | 23 novembre 2021 |
| Face à la menace d'un arrêt des fouilles dans le marais, l'équipe concentre son énergie sur le Puits de la fortune. |    |                                                       |                  |
| 135 | 5  | La genèse du plan (Hatching the Plan)                 | 30 novembre 2021 |
| Quand l'équipe réalise qu'elle a peut-être commis une erreur en lisant la carte de Zena Halpern, la solution du mystère semble à portée de main. |    |                                                       |                  |
| 136 | 6  | Remonter à la racine (The Root Cause)                 | 7 décembre 2021  |
| Alors que les recherches sur l'île sont menacées, l'équipe découvre de nouvelles indications concernant la datation de la route de pierre. |    |                                                       |                  |
| 137 | 7  | Tout s'explique (It All Adze Up)                      | 14 décembre 2021 |
| Les frères Lagina et leur équipe se concentrent sur l'origine du mystère d'Oak Island, alors que le marais révèle encore davantage ses secrets. |    |                                                       |                  |
| 138 | 8  | Plus le trou est profond (Deeper Digs, Bigger Stakes) | 21 décembre 2021 |
| L'équipe découvre plus d'indices de la présence d'un bateau enfoui dans le marais. |    |                                                       |                  |
| 139 | 9  | Des coupables pas si idéaux (The Unusual Suspects)    | 4 janvier 2022   |
| Alors que les preuves d'une ancienne présence portugaise s'accumulent, une découverte dans le marais semble accréditer la théorie de Fred Nolan. |    |                                                       |                  |
| 140 | 10 | La chambre des secrets (Chamber of Secrets)           | 11 janvier 2022  |
| L'équipe se concentre sur l'origine du mystère d'Oak Island, alors que de nouvelles preuves confirment la présence de l'épave d'un grand voilier dans les profondeurs du marais. |    |                                                       |                  |
| 141 | 11 | Cargaison d'indices (A Boatload of Clues)             | 18 janvier 2022  |
| Des nouvelles découvertes étonnantes sont faites concernant le marais mais aussi le Puits de la fortune. |    |                                                       |                  |
| 142 | 12 | La ligne d'argent (The Silver Liner)                  | 25 janvier 2022  |
| Les membres de l'équipe des frères Lagina enquêtent sur une théorie incroyable qui pourrait expliquer la présence d'argent et d'or détectée plus tôt cette saison dans le Puits de la fortune. Parallèlement, tous préparent le terrain pour la plus grande fouille qu'ils aient jamais entreprise.                     |    |                                                       |                  |
| 143 | 13 | Ça passe ou ça casse (Go Big or Go Home)              | 1er février 2022 |
| Alors que qu'elle se prépare pour le projet de forage le plus important et le plus stratégique à ce jour, l'équipe est secouée par une découverte stupéfiante. |    |                                                       |                  |
| 144 | 14 | (Premier of the Dig)                                  | 8 février 2022   |
| En plus de l’arrivée des outils nécessaires pour le forage de 3 mètres, le nouveau ministre de la Nouvelle-Écosse et sa femme passent à Oak Island pour voir les travaux en cours donc l’équipe en profite pour leur expliquer que les nouvelles mesures de restriction sont très handicapantes vis-à-vis des fouilles. |    |                                                       |                  |
| 145 | 15 | (Eyes and Boot in the Ground)                         | 15 février 2022  |
| |    |                                                       |                  |
| 146 | 16 | (Gold Diggers)                                        | 1er mars 2022    |
| |    |                                                       |                  |
| 147 | 17 | (Blast from the Past)                                 | 8 mars 2022      |
| |    |                                                       |                  |
| 148 | 18 | (Playing the Dunfield)                                | 15 mars 2022     |
| |    |                                                       |                  |
| 149 | 19 | Haut-fond des choses (Shoal Me the Money)             | 22 mars 2022     |
| Après les dernières découvertes faites au large d'Oak Island, toute l'équipe est désormais convaincue qu'un naufrage a eu lieu à Money Pit. |    |                                                       |                  |
| 150 | 20 | Le jardin d'Hedden (The Hedden Truth)                 | 29 mars 2022     |
| Les frères Lagina et leur équipe découvrent de plus en plus de traces d'épave. Les préparatifs pour la fouille la plus importante battent leur plein. |    |                                                       |                  |
| 151 | 21 | Un paquet de secrets (A Lot of Secrets)               | 5 avril 2022     |
| Toute l'équipe est intriguée par la nouvelle théorie selon laquelle le lot 8 pourrait cacher un artefact religieux de la plus grande importance. |    |                                                       |                  |
| 152 | 22 | Rien n'est impossible (Yes We Can)                    | 12 avril 2022    |
| Les fouilles à Money Pit battent leur plein car l'hiver approche et toute l'équipe fait de son mieux. Une mission passionnante se prépare au Portugal. |    |                                                       |                  |
| 153 | 23 | Suivre la route pavée (Follow the Cobblestone Road)   | 19 avril 2022    |
| |    |                                                       |                  |
| 154 | 24 | Sur la route (On the Road)                            | 26 avril 2022    |
| |    |                                                       |                  |
| 155 | 25 | L'île au trésor (Treasure Island)                     | 3 mai 2022       |
| |    |                                                       |                  |

### Saison 10 (2022-2023)
Diffusé en 2024 sur planète + aventure
| # | no | Titre                                                              | Diffusion US     |
| --- | -- | ------------------------------------------------------------------ | ---------------- |
| 156 | 1  | Sur leurs marques (On Their Marks)                                 | 15 novembre 2022 |
| Après dix ans de recherches, les frères Lagina et leur équipe sont de retour sur Oak Island. Cette nouvelle saison de fouille se révèle rapidement fructueuse et très prometteuse. En effet, de nouveaux indices sont découverts dans le marais et sous le Money Pit. Le trésor semble à portée de main. Les membres de l'équipe ont une vue claire d'une structure souterraine alors qu'ils poursuivent leurs recherches depuis plus d'une décennie. |    |                                                                    |                  |
| 157 | 2  | De l’autre côté de l’étang (Across the Pond)                       | 22 novembre 2022 |
| Marty et Alex trouvent un lien choquant avec les Templiers lors de leurs recherches en Angleterre. |    |                                                                    |                  |
| 158 | 3  | Bouillonner (Bubbling Over)                                        | 29 novembre 2022 |
| L’équipe essaie d’amener un membre sous terre lorsqu’elle obtient des preuves scientifiques de tunnels reliés au puits en U. |    |                                                                    |                  |
| 159 | 4  | Quai et pièces (Wharf and Pieces)                                  | 6 décembre 2022  |
| Marty peut prouver sa théorie de la chambre décalée ; Gary déterre beaucoup d’artefacts près du quai du navire. |    |                                                                    |                  |
| 160 | 5  | (Duc It Out)                                                       | 13 décembre 2022 |
| Les journaux de bord peuvent prouver qu’une armada française a pu visiter l’île, dirigée par le duc d’Anville. |    |                                                                    |                  |
| 161 | 6  | Au-dessus du muon (Over the Muon)                                  | 20 décembre 2022 |
| L’équipe découvre qu’ils poursuivent plusieurs tunnels jusqu’au puits en U. Gary trouve un nouvel artefact. |    |                                                                    |                  |
| 162 | 7  | (Norsing Around)                                                   | 3 janvier 2023   |
| D’autres preuves d’un navire coulé ; L’équipe trouve un tunnel effondré dans la zone du Puits de la Fortune. |    |                                                                    |                  |
| 163 | 8  | Tout ce qu'on désirait (A Lot To Be Desired)                       | 10 janvier 2023  |
| L’équipe trouve ce qui pourrait être la pièce manquante du mystère. |    |                                                                    |                  |
| 164 | 9  | Un sacré indice (A Damming Clue)                                   | 17 janvier 2023  |
| L’équipe trouve des preuves de deux théories de Fred Nolan et Zena Halpern. |    |                                                                    |                  |
| 165 | 10 | Le blob (The Blob)                                                 | 24 janvier 2023  |
| La recherche scientifique permet de localiser plus précisément les traces d'or les plus importantes. |    |                                                                    |                  |
| 166 | 11 | Au top ! (Oh, Well!)                                               | 31 janvier 2023  |
| Il y a une fondation artificielle en pierre sur le lot 5, parmi d'autres activités de recherche. |    |                                                                    |                  |
| 167 | 12 | Attention au blob (Beware the Blob)                                | 7 février 2023   |
| L'équipe cherche à comprendre l'utilité d'un ancien puits. L'excitation est à son comble lorsque de nouvelles preuves de l'existence d'un tunnel sont découvertes. |    |                                                                    |                  |
| 168 | 13 | Tout est bien qui finit bien (All's Well)                          | 14 février 2023  |
| Alors que l'équipe s'apprête à envoyer un de ses membres sous terre, dans le Puits de la Fortune, pour la première fois, une nouvelle théorie émerge, suggérant que la Croix de Nolan recèlerait une partie du secret. |    |                                                                    |                  |
| 169 | 14 | Au fond du puits (Getting the Shaft)                               | 21 février 2023  |
| La découverte de nouvelles preuves scientifiques enthousiasme l'équipe. Rick réalise le rêve de sa vie en pénétrant enfin dans le sous-sol d'Oak Island. |    |                                                                    |                  |
| 170 | 15 | Puits-tu le croire ? (Wood You Believe It?)                        | 28 février 2023  |
| L'espoir est à son comble quand de nouvelles preuves semblent indiquer que l'équipe est plus proche de l'or que jamais. |    |                                                                    |                  |
| 171 | 16 | Frappé par l'or (Striking Gold)                                    | 7 mars 2023      |
| Les frères Lagina et leur équipe découvrent de nouveaux indices prometteurs dans le marais et sous le Puits de la Fortune. Le trésor semble plus que jamais à portée de main. |    |                                                                    |                  |
| 172 | 17 | Un puits de secrets (A Well of Secrets)                            | 14 mars 2023     |
| Sur Oak Island, les frères Lagina et leur équipe croisent les indices et ne ménagent pas leur peine dans l'espoir de mettre au jour un trésor qui semble à portée de main. |    |                                                                    |                  |
| 173 | 18 | Un mouvement quadrilatéral (A Quadrilateral Move)                  | 28 mars 2023     |
| Sur Oak Island, les frères Lagina et leur équipe croisent les indices et ne ménagent pas leur peine dans l'espoir de mettre au jour un trésor qui semble à portée de main. |    |                                                                    |                  |
| 174 | 19 | Plus intense (Ramping Up)                                          | 4 avril 2023     |
| |    |                                                                    |                  |
| 175 | 20 | Un tonneau rempli d'indices (A Barrel Full of Clues)               | 11 avril 2023    |
| Les frères Lagina et leur équipe sont de retour sur Oak Island. Cette saison de fouille se révèle rapidement fructueuse et très prometteuse. |    |                                                                    |                  |
| 176 | 21 | Romains errants (Roman Around)                                     | 18 avril 2023    |
| |    |                                                                    |                  |
| 177 | 22 | Chevaliers étoilés (Starry Knights)                                | 25 avril 2023    |
| |    |                                                                    |                  |
| 178 | 23 | L'or se barre (The Italian Job)                                    | 2 mai 2023       |
| De nouveaux indices sont découverts dans le marais et sous le Puits de la Fortune. Le trésor semble à portée de main pour les frères Lagina et leur équipe. |    |                                                                    |                  |
| 179 | 24 | Le trou sous la trappe (Down the Hatch)                            | 9 mai 2023       |
| Quand l'équipe réalise qu'elle a peut-être commis une erreur en lisant la carte de Zena Halpern, la solution du mystère semble à portée de main. |    |                                                                    |                  |
| 180 | 25 | Révélations dans le puits de la fortune (And The Hits Keep Coming) | 16 mai 2023      |
| |    |                                                                    |                  |

### Saison 11 (2023-2024)
| # | no | Titre                                             | Diffusion US     |
| --- | -- | ------------------------------------------------- | ---------------- |
| 181 | 1  | Paris gagné (On the Money)                        | 7 novembre 2023  |
| |    |                                                   |                  |
| 182 | 2  | Charges lourdes (Heavy Lifting)                   | 14 novembre 2023 |
| |    |                                                   |                  |
| 183 | 3  | Saisir sa chance (Taking Their Shot)              | 21 novembre 2023 |
| |    |                                                   |                  |
| 184 | 4  | Pur mystère (Shear Mystery)                       | 28 novembre 2023 |
| |    |                                                   |                  |
| 185 | 5  | Muon à l'horizon (Muon the Horizon)               | 5 décembre 2023  |
| |    |                                                   |                  |
| 186 | 6  | Grande ouverture (The Grand Opening)              | 12 décembre 2023 |
| |    |                                                   |                  |
| 187 | 7  | Le déluge (The Great Flood)                       | 19 décembre 2023 |
| |    |                                                   |                  |
| 188 | 8  | Évider à tout prix (A Void At All Costs)          | 2 janvier 2024   |
| |    |                                                   |                  |
| 189 | 9  | Grottes à remplir (Filling Cavities)              | 9 janvier 2024   |
| |    |                                                   |                  |
| 190 | 10 | Réaction en chaîne (Chain Reaction)               | 16 janvier 2024  |
| |    |                                                   |                  |
| 191 | 11 | Branché (Plugged Up)                              | 23 janvier 2024  |
| |    |                                                   |                  |
| 192 | 12 | Le retour de la pelleteuse (Digging Back In)      | 30 janvier 2024  |
| |    |                                                   |                  |
| 193 | 13 | L'heure du thé (Tea Time)                         | 6 février 2024   |
| |    |                                                   |                  |
| 194 | 14 | Rick et Mortier (Rick and Mortar)                 | 13 février 2024  |
| |    |                                                   |                  |
| 195 | 15 | Dans le mille (On Target)                         | 20 février 2024  |
| |    |                                                   |                  |
| 196 | 16 | Sombre et orageux (Dark and Stormy)               | 27 février 2024  |
| |    |                                                   |                  |
| 197 | 17 | Accumulation (Piling On)                          | 5 mars 2024      |
| |    |                                                   |                  |
| 198 | 18 | Par la barbe d'Odin ! (May The Norse Be With You) | 12 mars 2024     |
| |    |                                                   |                  |
| 199 | 19 | Hi ho Silver (Hi Ho Silver)                       | 19 mars 2024     |
| |    |                                                   |                  |
| 200 | 20 | Inondation (Wet and Wild)                         | 26 mars 2024     |
| |    |                                                   |                  |
| 201 | 21 | En plein dans le mille (Straight as an Arrow)     | 2 avril 2024     |
| |    |                                                   |                  |
| 202 | 22 | Piqûre d'abbaye (Abbey road)                      | 9 avril 2024     |
| L'équipe fait une découverte surprenante sur le lot 5, tandis que les membres de la Communauté arrivent en Europe et découvrent immédiatement d'autres liens avec les Templiers.                           |    |                                                   |                  |
| 203 | 23 | Tour d'Europe (Cone E island)                     | 16 avril 2024    |
| Sur Oak Island, un indice trouvé sous un rocher de la Croix de Nolan pourrait offrir des réponses que l'équipe cherchait désespérément.                                                                    |    |                                                   |                  |
| 204 | 24 | Situation critique (Hairy situation)              | 23 avril 2024    |
| |    |                                                   |                  |
| 205 | 25 | Cartes sur table (Worth the Weight)               | 30 avril 2024    |
| Alors que l'hiver approche sur Oak Island et que des indices continuent d'être découverts, la communauté fait un dernier effort audacieux pour trouver le trésor avant la fin des opérations pour l'hiver. |    |                                                   |                  |

### Saison 12 (2024-2025)
| #   | no | Titre                     | Diffusion US     |
| --- | -- | ------------------------- | ---------------- |
| 206 | 1  | (The New Digs)            | 12 novembre 2024 |
|     |    |                           |                  |
| 207 | 2  | (Whistle While You Work)  | 19 novembre 2024 |
|     |    |                           |                  |
| 208 | 3  | (The Saga Continues)      | 25 novembre 2024 |
|     |    |                           |                  |
| 209 | 4  | (Concrete Evidence)       | 3 décembre 2024  |
|     |    |                           |                  |
| 210 | 5  | (A Flood of Secrets)      | 10 décembre 2024 |
|     |    |                           |                  |
| 211 | 6  | (Hide and Seek)           | 17 décembre 2024 |
|     |    |                           |                  |
| 212 | 7  | (It's All Your Vault)     | 7 janvier 2025   |
|     |    |                           |                  |
| 213 | 8  | (A Bead on the Target)    | 13 janvier 2025  |
|     |    |                           |                  |
| 214 | 9  | (Brick by Brick)          | 21 janvier 2025  |
|     |    |                           |                  |
| 215 | 10 | (Graves Concerns)         | 28 janvier 2025  |
|     |    |                           |                  |
| 216 | 11 | (Best Caisson Scenario)   | 4 février 2025   |
|     |    |                           |                  |
| 217 | 12 | (Mapping It Out)          | 11 février 2025  |
|     |    |                           |                  |
| 218 | 13 | (Caissons Ho!)            | 25 février 2025  |
|     |    |                           |                  |
| 219 | 14 | (Sinking In)              | 4 mars 2025      |
|     |    |                           |                  |
| 220 | 15 | (Channeling the Solution) | 11 mars 2025     |
|     |    |                           |                  |
| 221 | 16 | (Open Sesame)             | 18 mars 2025     |
|     |    |                           |                  |
| 222 | 17 | (Boots on the Ground)     | 25 mars 2025     |
|     |    |                           |                  |
| 223 | 18 | (If the Shoe Phips)       | 1er avril 2025   |
|     |    |                           |                  |
| 224 | 19 | (Barreling Forward)       | 8 avril 2025     |
|     |    |                           |                  |